# Theanine
Theanine is een aminozuur dat voorkomt in de bladeren van thee (Camellia sinensis). Het zit meer in groene thee dan in zwarte thee, maar nog meer in witte thee. Theanine is een derivaat van glutamine. 
Het komt voor als het enantiomeer L-theanine (ook aangeduid met de naam 'theanine' zonder het voorvoegsel) en het tegenovergestelde enantiomeer D-theanine. Enkel het L-enantiomeer komt in de natuur voor, en dit enantiomeer is meer onderzocht.
Theanine wordt vaak in verband gebracht met zijn ontspannende werking, daarnaast wordt het in verband gebracht met vele andere potentiële gezondheidsvoordelen, waaronder: verhoogde focus, angst- en stressverlichting, verbeterde slaapkwaliteit en verbeterde bloeddrukregeling. Er zijn twee verschillende vormen van theanine te verkrijgen als supplement. Enerzijds het natuurlijke theanine, dat geïsoleerd wordt uit theebladeren via een fermentatieproces en filtratie, en anderzijds een synthetisch theanine, hetwelk verkregen wordt via organische synthese.
De Europese Autoriteit voor Voedselveiligheid (EFSA) heeft in 2011 een wetenschappelijk standpunt uitgebracht waarin het panel heeft geconcludeerd dat er geen causaal verband is vastgesteld tussen L-theanine en het verbeteren van de cognitieve functie, verlichting van psychologische stress, behoud van normale slaap en vermindering van menstrueel ongemak. Het is wel de vraag of dit advies van het EFSA nog steeds actueel is, want ten opzichte van 2011 is het aantal gepubliceerde onderzoeken verviervoudigd, met vaak voorzichtig positieve resultaten. Dat bleek bijvoorbeeld uit een studie uit 2020.